# Stephen Hunter (attore)
Stephen Hunter (Wellington, 28 ottobre 1968) è un attore e artista neozelandese.

## Biografia
È conosciuto per l'interpretazione del nano Bombur nella trilogia cinematografica del regista Peter Jackson, basata sull'omonimo romanzo scritto da J. R. R. Tolkien. Attualmente vive in Australia.

## Filmografia parziale

### Cinema
- Ladies Night, regia di Bruce Martin (1995)
- Lo Hobbit - Un viaggio inaspettato (The Hobbit: An Unexpected Journey), regia di Peter Jackson (2012)
- Lo Hobbit - La desolazione di Smaug (The Hobbit: The Desolation of Smaug), regia di Peter Jackson (2013)
- Lo Hobbit - La battaglia delle cinque armate (The Hobbit: The Battle of the Five Armies), regia di Peter Jackson (2014)

## Doppiatori italiani
- Mauro Magliozzi ne Lo Hobbit - Un viaggio inaspettato, Lo Hobbit - La desolazione di Smaug, Lo Hobbit - La battaglia delle cinque armate